# خاص جدا (مسلسل)
خاص جداً مسلسل دراما مصري عٌرض في شهر رمضان 2009، من إخراج غادة سليم وبطولة يسرا، محمود قابيل، تامر هجرس، يسرا اللوزي، إياد نصار وصفاء الطوخي.

## نبذة
تدور أحداث المسلسل حول طبيبة نفسية تمتلك عيادتين إحداهما في مصر وأخرى في دبي، وتنجح من خلال عملها في حل مشاكل مرضاها، لكنها تفشل في تكوين حياة سعيدة مع زوجها.

## طاقم العمل
- يسرا بدور شريفة
- محمود قابيل بدور مصطفى زيدان
- تامر هجرس بدور حسين فارس
- يسرا اللوزي بدور فريدة
- إياد نصار بدور زياد
- صفاء الطوخي بدور ماجدة عزيز
- نبيل نور الدين بدور حازم
- فيدرا بدور شهد
- رجاء الجداوي بدور نونة
- إيمي سمير غانم بدور حبيبة
- درة بدور هبة
- دينا بدور إنجي علام